# 普羅富莫事件
普羅富莫事件（英語：Profumo Affair）是一件發生於1963年的英国政治醜聞，該醜聞以事件主角，時任陸軍大臣的約翰·普羅富莫命名。
普羅富莫原是一名保守黨內閣要員，他的妻子是女演員瓦萊麗·霍布森（Valerie Hobson）。而醜聞之焦點在於普羅富莫和表演女郎克莉絲汀·基勒發生的一段婚外情。
1961年，當時倫敦有名的整骨醫生斯蒂芬·沃德在克萊芙頓舉行泳池派對，普羅富莫和基勒就是在那裡認識的，他們倆的關係只維持了數星期便結束。然而有關他們緋聞的謠言卻在1962年開始在公眾間流傳，而令人驚訝的是，原來基勒更曾同時與一位倫敦蘇聯駐英國大使館高級海軍武官葉夫根尼·米哈伊洛維奇·伊凡諾夫上校有染（伊凡諾夫是蘇聯間諜）。
普羅富莫犯下的最大失誤，就是向下議院撒了謊。在1963年3月，他在下院聲稱自己與基勒「沒有任何不適當」的關係。但到了同年6月，他卻承認了自己與基勒曾經交往。結果在6月5日，他宣佈辭去閣員、下議院議員和樞密院顧問官等官職。
沃德後來被控「誘使他人作不道德交易」（Soliciting for an immoral purpose），並在1963年8月自殺身亡。由丹寧勳爵撰寫的政府官方報告隨後在同年9月25日發表。基勒則被控偽證與妨礙司法公正，入獄8個月。
10月，保守黨首相麥美倫因為受此一醜聞影響，病情加重，宣佈辭職，並由休姆伯爵亞歷克·休姆接任，休姆為了拜相，放棄了伯爵與英國上議院議員頭銜，並獲選下議院議員。受到了此丑闻的影响，在1964年英国大选中，亚历克·道格拉斯-休姆领导的保守党被哈罗德·威尔逊领导的工党击败，结束了英国保守党连续13年的执政地位。
2006年3月9日普羅富莫逝世，2017年12月4日基勒因肺阻塞病逝。

## 相關作品
有關事件在1989年翻拍成電影，名為《醜聞》。
2013年，安德魯·洛伊·韋伯（Andrew Lloyd Webber）將此案改編為音樂劇《史蒂芬沃德》（Stephen Ward），由夏洛特·斯賓塞（Charlotte Spencer）出演基勒。
2017年，在美英合作的電視影集《王冠》第2季第10集中，大幅描寫了普羅富莫事件的影響。

## 請參見
- 克莉絲汀·基勒
- 約翰·普羅富莫
- 斯蒂芬·沃德